# Рафаелла Барб'єрі
Рафаелла Барб'єрі (італ. Raffaella Barbieri; (7 жовтня 1995 , Турин ) — італійська футболістка, нападаючий жіночого футбольного клубу «Академія Сан-Марино».

## Кар'єра

### Клубна
Вихованка молодіжних команд рідного Турина, вона дебютувала у Серії А у сезоні 2010/2011 років. У середині наступного сезону Барб'єрі віддали в оренду в «Алесандрію» в Серії А2, де вона забила тринадцять голів у другій частині чемпіонату. У липні вона зазнала серйозної травми коліна під час турніру в Барселоні, а наприкінці серпня їй зробили операцію з приводу розриву лівої хрестоподібної зв'язки. Рафаелла повертається в Турин після закінчення оренди та знову приєднується до команди Серії А.
Вона також грала у футболці «Сан-Бернардо Лузерна» три з половиною сезони, зігравши два сезони у Серії А в основному складі. Пізніше вона розірвала контракт з «Лузерною», щоб перейти в «Реал Торіно», яка брала участь у чемпіонаті Серії D.
Під час літнього трансферного ринку 2018 року вона перейшла до «Академії Сан-Марино», команди з Республіки Сан-Марино, яка бере участь у третьому рівні чемпіонату Італії з футболу серед жінок.

### У збірній
У 2011 році вона була викликана до складу національної збірної Італії у віці до 17 років, яка брала участь у відбіркових етапах чемпіонату Європи 2012 року. Команда, що увійшла до 2-ої групи, з перемогою, нічиєю та поразкою не пройшла до наступного раунду і була виключена з подальшої кваліфікації. Утім, Барб'єрі брала участь у всіх трьох матчах, зіграних Італією на першому етапі, вона забила чотири голи і зробила хет-трик в єдиному матчі, виграному скуадрою адзуррою у македонок.